# Uchuca amacayaca
Uchuca amacayaca är en insektsart som beskrevs av Montealegre-z. och G.K. Morris 2003. Uchuca amacayaca ingår i släktet Uchuca och familjen vårtbitare. Inga underarter finns listade i Catalogue of Life.